# Crisis de Kabaka
La crisis de Kabaka fue una crisis política y constitucional en el Protectorado de Uganda entre 1953 y 1955. La crisis desembocaría en el Acuerdo de Buganda de 1955 y, en última instancia, determinaría la naturaleza de la independencia de Uganda.

## Antecedentes
En 1893, la Compañía Británica de África Oriental (IBEAC) transfirió sus derechos de administración sobre sus territorios en la actual Uganda al Gobierno británico. En ese momento, el territorio de la IBEAC estaba constituido principalmente por el Reino de Buganda, que había sido adquirido en 1892. En 1894 se estableció el Protectorado de Uganda y, con la ayuda de Buganda, el territorio se extendió rápidamente más allá de las fronteras de Buganda a una zona que corresponde aproximadamente a la de la actual Uganda. El Acuerdo de Buganda de 1900 formalizó el lugar de Buganda como una monarquía constitucional, encabezada por los Kabaka, dentro del Protectorado dirigido por los británicos. Tras la creación de la Colonia y Protectorado de Kenia y el Territorio en Fideicomiso de Tanganyika, los británicos se interesaron cada vez más por la idea de la prestación de "servicios comunes" a los tres territorios. Esto dio lugar, entre otras cosas, a la creación en 1948 de la Alta Comisión de África Oriental y de la Asamblea Legislativa Central, con competencia en ciertas áreas, como la integración de las diversas redes ferroviarias. A partir de 1952, el nuevo Gobernador de Uganda, sir Andrew Cohen, propuso nuevas reformas constitucionales. Cohen propuso delegar mayores funciones del Protectorado a Buganda, pero con la condición de que Buganda aceptara formalmente su condición de "parte integrante" del Protectorado más amplio. Kabaka  Mutesa II aceptó esta oferta, y en marzo de 1953 se publicó un memorando conjunto.

## Crisis
El 30 de junio de 1953, Oliver Lyttelton, Secretario de Estado para las Colonias, pronunció un discurso en Londres en el que hizo una «referencia de pasada» a la posibilidad de que ... de medidas de unificación aún mayores y, posiblemente, de medidas de federación de todos los territorios de África Oriental. Las observaciones de Lyttelton fueron comunicadas por la East African Standard los días 2 y 3 de julio, lo que llevó a los ministros del Gobierno de Buganda, encabezados por Paulo Kavuma) a escribir a Cohen el 6 de julio para subrayar su oposición a dicho plan. El pueblo Baganda, que siempre valoró su autonomía e independencia, se alarmó por la idea de una federación más amplia siguiendo el modelo de la Federación Centroafricana, y sintió que tal movimiento resultaría en la integración de diferentes culturas que, en última instancia, destruirían y engullirían su propia cultura y forma de vida.
Cohen respondió asegurando a los baganda que no había razón para preocuparse y que no se tomaría ninguna decisión relativa a la formación de una federación de África Oriental sin consultarlos previamente. Sin embargo, había un sentimiento residual en Buganda de que Lyttelton había dejado «salir al gato de la bolsa» El incidente sirvió para cristalizar la animosidad y las aparentes desilusiones que se remontan al Acuerdo de 1900, y provocó llamamientos generalizados entre los baganda para que la independencia de Buganda se convirtiera en la única protección contra el exceso británico. Una respuesta del Secretario de Estado que intentaba tranquilizar a Mutesa y a sus ministros en el sentido de que la inclusión del Protectorado de Uganda en cualquiera de estas federaciones está fuera del ámbito de la política práctica actual sólo servía para avivar las llamas. Los Bakamas de Bunyoro y Toro, y los Omugabe de Ankole, también escribieron a Cohen para expresar sus propios temores.
Para resolver la espiral de la crisis, Cohen adoptó un enfoque directo, eligiendo reunirse con Mutesa en persona, pero una serie de seis reuniones privadas en la Casa de Gobierno no dio lugar a una resolución sobre la cuestión de la independencia de Buganda y los disturbios políticos continuaron. Frustrado, Cohen le dijo a Mutesa que seguir agitando contra la visión británica de un solo estado ugandés constituía una violación del Acuerdo de 1900, así como un repudio de la declaración conjunta de marzo de 1953, y que tenía cinco semanas para reconsiderarlo.
A pesar del aparente ultimátum, Mutesa, apoyado por el Bugandan Lukiiko (Parlamento) y otros reinos vecinos, continuó presionando por la secesión de Buganda. Esta intransigencia llevó a Cohen a entregarle una carta en una reunión final el 30 de noviembre de 1953 confirmando que, en virtud de lo dispuesto en el artículo 6 del Acuerdo de 1900, el Gobierno británico le retiraba su reconocimiento como gobernante legítimo de Buganda.
Cohen temía que esta acción incitara a la protesta violenta de los Baganda y declarara el estado de emergencia[5] Mutesa fue arrestado y rápidamente exiliado a Londres, para conmoción de los Baganda. Se le permitiría vivir libremente, en cualquier parte del mundo, pero no volver a Uganda. Mientras que sus partidarios ejercían una fuerte presión en su favor, el propio Mutesa se comportaba «como si estuviera de vacaciones», alojándose principalmente en el Hotel Savoy.
La preferencia de Cohen era que se instalara inmediatamente una nueva Kabaka, pero esto resultó imposible. Exiliar a la Kabaka, lejos de resolver la situación, la estimuló. Sin embargo, la resistencia en la propia Buganda fue en su mayor parte pacífica, incluidas las manifestaciones públicas de "llanto, luto y colapso en el dolor...". Ganda, y especialmente las mujeres de Ganda, declararon su lealtad al rey y denunciaron la traición de Gran Bretaña a su alianza con Buganda". Esta respuesta emocional, arraigada en la centralidad de los Kabaka en la vida de Buganda y no en la popularidad personal de Mutesa, tomó a Cohen por sorpresa y los británicos lucharon por encontrar una forma de contrarrestarla.

## Resolución
Después de un buen recibimiento de la delegación de Buganda a Londres, nuevas negociaciones tuvieron lugar en junio y septiembre de 1954 en Namirembe entre Cohen y un comité constitucional seleccionado por el Lukiiko, con Keith Hancock, entonces Director del Instituto de Estudios de la Mancomunidad en Londres, actuando como mediador. Aunque un intento de conseguir que la deportación de Kabaka fuera declarada ultra vires fue infructuoso, el Tribunal Superior de Kampala sugirió que el uso del Artículo 6 era impropio. Posteriormente, los británicos aceptaron el regreso de Mutesa, a cambio de un compromiso de que él y las futuras Kabakas se comprometieran solemnemente a cumplir con el Acuerdo de 1900. Al mismo tiempo, se acordaron una serie de cambios constitucionales en el Gobierno de Buganda y en el Consejo Legislativo nacional, con lo que se avanzó en la consecución de los objetivos reformistas de Cohen. Después de las negociaciones ulteriores, celebradas en Londres, se adoptaron las recomendaciones de la conferencia de Namirembe, ya que se convirtió en el Acuerdo de Buganda de 1955, y Mutesa regresó triunfante en el Acuerdo de Buganda.

### Primaria
- Kavuma, Paulo (1979). Crisis in Buganda, 1953-55 : the story of the exile and return of the Kabaka, Mutesa II. London: Collings. ISBN 978-0860360988. OCLC 7556427.
- Lyttelton, Oliver (30 de noviembre de 1953). Kabaka of Buganda (Withdrawal of Recognition).
- "Kabaka Mutesa II to Sir Andrew Cohen, 6 August 1953" in Donald Anthony Low (1971). The Mind of Buganda: Documents of the Modern History of an African Kingdom. University of California Press. pp. 163-166. ISBN 978-0-520-01969-0.

### Secundaria
- Apter, David E. (1967). The Political Kingdom in Uganda: A Study in Bureaucratic Nationalism. Routledge. pp. 286-300. ISBN 978-1-136-30757-7.
- Banfield, Jane (1963). «Federation in East Africa». International Journal (en inglés) 18 (2): 181-193. JSTOR 40198786. doi:10.2307/40198786.
- Ssemakula, Mukasa E., ed. (1999). «Background to 1953-55 Crisis». Archivado desde el original el 25 de julio de 2013. Consultado el 2 de abril de 2014.
- Low, D.A. (1971). Buganda in modern history. Berkeley: University of California edito=Press. pp. 108-114. ISBN 978-0520016408.
- Reid, Richard J. (2 de marzo de 2017). A History of Modern Uganda. Cambridge University Press. ISBN 978-1-107-06720-2.
- Summers, Carol (2017). «All the Kabaka's Wives: Marital Claims in Buganda's 1953–5 Kabaka Crisis». The Journal of African History (en inglés) 58 (1): 107-127. ISSN 0021-8537. doi:10.1017/S0021853716000645.